# フロート (飲料)

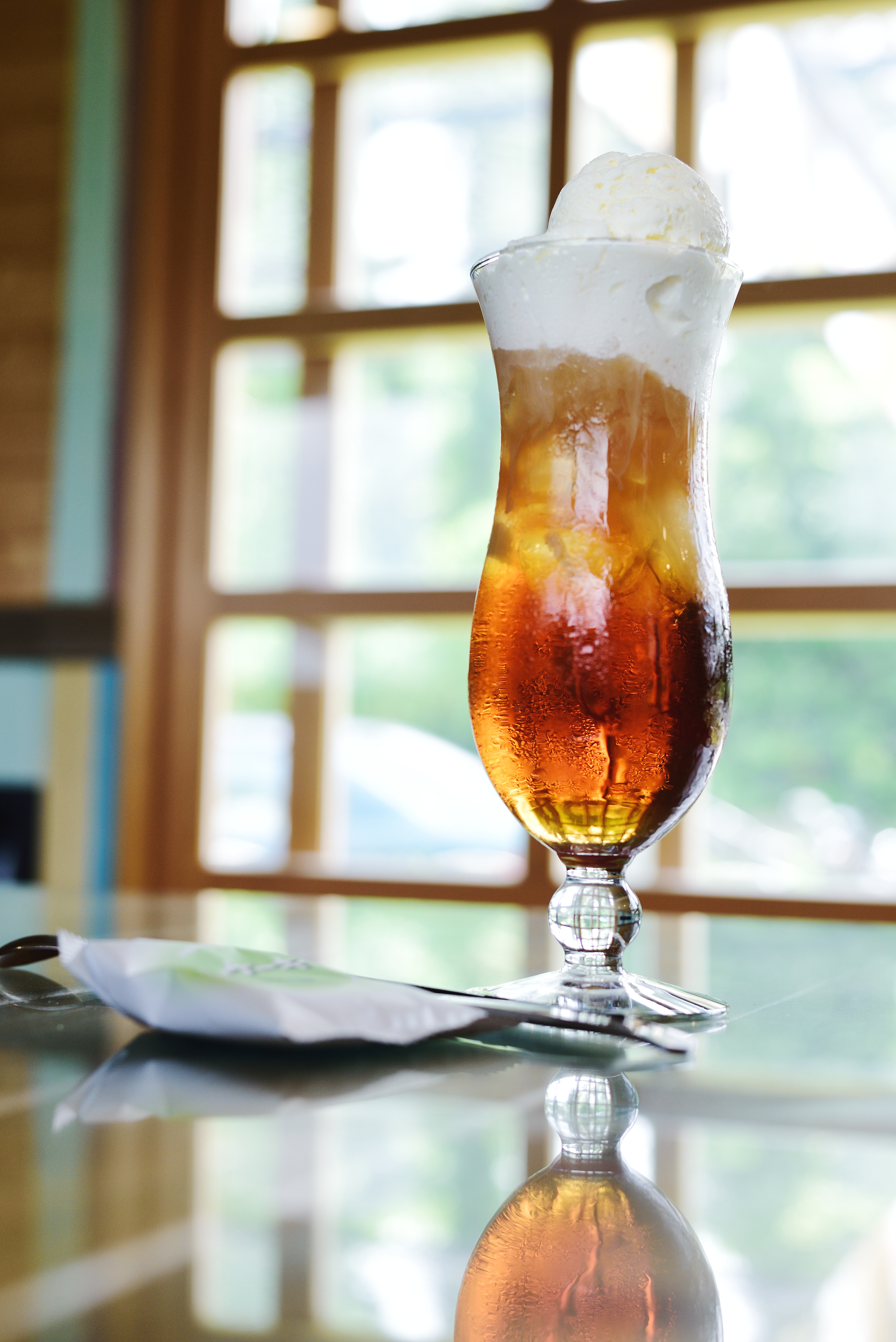
フロート（アイスクリームフロート）

フロート（ice cream float）は、コーヒーやジュース、酒などの飲料の水面にアイスクリームを浮かべたもの。ただしアイスクリームを冷たい飲料にそのまま浮かべただけでは温度差で溶けてしまうため、あらかじめ飲料に氷を入れた上で浮かべられることが多い。炭酸水にアイスクリームを浮かべたクリームソーダもフロートの一種である。

## 起源
1874年、アメリカ合衆国フィラデルフィアでフランクリン財団の50周年行事が行われていた際、ソーダ屋を出展していたロバート・マッケイ・グリーンによって、最初のフロート飲料となるクリームソーダが発明された 。この日はとても暑く、彼は売っていた清涼飲料水に入れるための氷を使い果たしてしまい、隣の売り場で売られていたバニラアイスで代用したことが始まりとなった、という伝説的な話が知られている。
この発明には異説もあり、フレッド・サンダース（Fred Sanders）、フィリップ・モール（Philip Mohr） 、ジョージ・ガイ（George Guy）らのいずれかを発明者とする説もある。グリーンの従業員の一人でもあったジョージ・ガイの場合は、1872年に自分が間違えてアイスクリームを混ぜてしまったものが客に受けたことが起源だとしている。
ともかくも、フロート飲料は発明されるやいなや、特に10代の若者たちの間で人気を博することとなった。

## 名称
フロート飲料の名称については、国と地域によって多少の差異がある。
- イギリスとアイルランドでは、通常は“Ice cream float”（アイスクリームフロート）もしくは単に“Float”（フロート）と呼ぶ。アメリカ合衆国の場合もほぼ同様で、炭酸水の場合は“Ice cream soda”（アイスクリームソーダ）、炭酸飲料以外では単に“Float”（フロート）と呼ぶ。
- オーストラリアとニュージーランドでは、見た目が蜘蛛の巣状に見えることに着目して、“Spider”（スパイダー、蜘蛛）と呼ばれている[6]。
- ルートビアのフロート (Root beer float) やコーラのフロート (Coke float) の場合、その色から“Black cow”（黒い牛）[7][8]や“Brown cow”（茶色い牛）[9]といった呼び分けもしばしば用いられる。